# Harrington Lake
Harrington Lake Estate (franska: La résidence du lac Mousseau) är en rekreationsbyggnad som används av Kanadas premiärminister, och den mark som omger den. Det ligger nära Lac Meech – där Meech Lake-avtalet förhandlades fram under 1987 – cirka 35 kilometer nordväst om Ottawa, i ett område som kallas Parc de la Gatineau, mitt i Collines de la Gatineau i Quebec. Gården är inte öppen för allmänheten.